# Kitchen Nightmares
Kitchen Nightmares (conocido en España como Pesadilla en la cocina) es un programa de televisión estadounidense, presentado por el restaurador británico Gordon Ramsay y emitido por FOX. En cada capítulo, el chef viaja por Estados Unidos para ayudar a propietarios de restaurantes a reflotar su negocio ante los problemas de diversa índole que sufren. Producido por ITV Studios America, el formato está basado en el programa británico Ramsay's Kitchen Nightmares, enfocado en cocinas del Reino Unido y que el propio Gordon Ramsay ha presentado en diferentes etapas.
El primer episodio de la versión norteamericana se estrenó el 19 de septiembre de 2007. El 23 de junio de 2014, Ramsay anunció la cancelación del programa para concentrarse en otros proyectos; el último episodio se emitió el 12 de septiembre de ese año. En junio de 2018, Fox estrenó Gordon Ramsay's 24 Hours to Hell and Back, un nuevo programa con una premisa muy parecida a Kitchen Nightmares pero con una línea temporal más corta. En mayo de 2023, Fox anunció que la serie volvería a producirse para una octava temporada, que se estrenó el 25 de septiembre de 2023. La novena temporada se estrenó el 7 de enero de 2025.

## Sinopsis
En cada episodio, el chef Gordon Ramsay acude a un restaurante con serios problemas y ayuda a sus propietarios a reflotar su situación en una semana, mejorando sus puntos débiles y potenciando sus virtudes para que destaque en su zona. Los propietarios de cada local son seleccionados a través de un casting. Este programa es una adaptación de la versión británica Ramsay's Kitchen Nightmares, que comenzó a emitirse en 2004 por Channel 4 y continuó hasta 2007.
El desarrollo de cada episodio comienza con los propietarios del restaurante a reformar, que explican su situación y describen sus problemas. En el primer día, Gordon Ramsay acude al local para almorzar, prueba varios platos y después de comprobar sus mayores defectos, comienza a investigar sobre la situación real del negocio. En cada episodio se detectan fallos como un lento servicio, desconocimiento sobre cómo dirigir un restaurante, problemas entre los dueños, mala cocina, una carta mal escogida, insalubridad o falta de motivación entre los empleados.
Ramsay no duda a la hora de reflejar los defectos del negocio con un estilo muy directo, y prepara a los empleados del restaurante para solucionarlos. El objetivo es destacar entre la competencia, y en la mayoría de los casos, la solución pasa por reorientar el negocio con nuevos platos, un nuevo menú y una renovada decoración, a cargo de un equipo de diseño y la aportación de patrocinadores. Sin embargo, los cambios pueden ser más drásticos si la situación no remonta, y Ramsay puede recurrir a la ayuda temporal de empleados y chefs recomendados por él.
Cada capítulo concluye con la situación más o menos mejorada, y durante unas semanas se hace un seguimiento del estado del negocio, ya sin Ramsay. Aunque la mayoría de los locales aguantan, algunos se ven obligados a cerrar por sus deudas. Existen capítulos especiales en los que Ramsay vuelve a visitar algunos restaurantes, tiempo después de haber participado en su renovación.

## Producción
En noviembre de 2024, Fox anunció una novena temporada que se estrenó el 7 de enero de 2025; la primera mitad de la temporada se titularía Kitchen Nightmares: Road to Super Bowl LIX como promoción cruzada de la emisión del partido por Fox, centrándose en los restaurantes de la ciudad anfitriona, Nueva Orleans, y con apariciones de jugadores y personalidades de la National Football League. La segunda mitad de la temporada incluirá restaurantes de Austin y Houston, Texas.

## Episodios
| Temporada | Temporada | Episodios | Episodios | Emisión original         | Emisión original         |
| Temporada | Temporada | Episodios | Episodios | Primera emisión          | Última emisión           |
| --------- | --------- | --------- | --------- | ------------------------ | ------------------------ |
|           | 1         | 10        | 10        | 19 de septiembre de 2007 | 12 de diciembre de 2007  |
|           | 2         | 12        | 12        | 4 de septiembre de 2008  | 15 de enero de 2009      |
|           | 3         | 13        | 13        | 29 de enero de 2010      | 21 de mayo de 2010       |
|           | 4         | 14        | 14        | 21 de enero de 2011      | 20 de mayo de 2011       |
|           | 5         | 17        | 17        | 23 de septiembre de 2011 | 30 de marzo de 2012      |
|           | 6         | 16        | 16        | 26 de octubre de 2012    | 10 de mayo de 2013       |
|           | 7         | 10        | 10        | 11 de abril de 2014      | 12 de septiembre de 2014 |
|           | 8         | 10        | 10        | 25 de septiembre de 2023 | 4 de diciembre de 2023   |
|           | 9         | 11        | 11        | 7 de enero de 2025       | 18 de marzo de 2025      |

## Recepción
Cuando Kitchen Nightmares se estrenó en Estados Unidos, tuvo críticas positivas. New York Times definió los métodos de Gordon Ramsay como «innegablemente hipnóticos», y comentó que «la emoción de ver al señor Ramsay está en su capacidad de convencer a alguien a través de su propia arrogancia». Por su parte, el Chicago Sun-Times destacó el espacio como «un servicio público muy entretenido» que «te hará reir y te hará pensar». El blog Vayatele describió el programa como «un formato que puede parecer muy soso» pero que merece la pena ver por «el protagonista, el chef Gordon Ramsay, que no se corta en gritar y montar el espectáculo allá por donde va».
Sin embargo, algunas críticas también lamentaron ciertos cambios de Kitchen Nightmares respecto a la versión británica. El diario Chicago Tribune señaló que la FOX «estropeó» el espíritu del programa original, porque «el programa muestra más interés por los dramas familiares que por el trabajo para arreglar los restaurantes». Por su parte, Los Angeles Times destacó que «Ramsay's Kitchen Nightmares es un programa gastronómico que te enseña muchas cosas, como la dirección correcta de un restaurante, el funcionamiento de una cocina, la comida local y lo que puedes conseguir si sigues los consejos de Gordon», pero «la versión americana hace hincapié en las desgracias y crisis emocionales de los empleados, en lugar de centrarse en la cocina».

### Controversia
En septiembre de 2007, el anterior director general del restaurante Dillons, Martin Hyde, denunció a la productora de Kitchen Nightmares y a Gordon Ramsay por la imagen que se transmitió de su trabajo y por forzar su despido. Según su denuncia, se exageraron las situaciones embarazosas y se habrían contratado actores para engañar a la audiencia, algo que tanto el chef como el programa negaron por completo. Meses después, el caso fue desestimado.
En 2018, Oceana Grill demandó a Ramsay y a la productora del programa alegando fabricación. En concreto, alegaron que Ramsay montó una escena en la que vomitaba durante su inspección de la cocina y colocó un ratón en una trampa para roedores "para crear drama para su programa." El restaurante también argumentó que un acuerdo previo de 2011 (antes de que se emitiera el episodio) limitaba la capacidad de la productora para reutilizar clips de su episodio. La demanda de 2018 se presentó después de que la productora publicara extractos del episodio Oceana Grill en Facebook.

## Versiones internacionales
Kitchen Nightmares se ha emitido en más de 20 países. En países de habla hispana se ha adaptado el formato en España (Pesadilla en la cocina, con Alberto Chicote), Chile (Pesadilla en la cocina, con el uruguayo Gustavo Maurelli) y Argentina (Pesadilla en la cocina por Christophe Krywonis).